# Cindy Shermanová

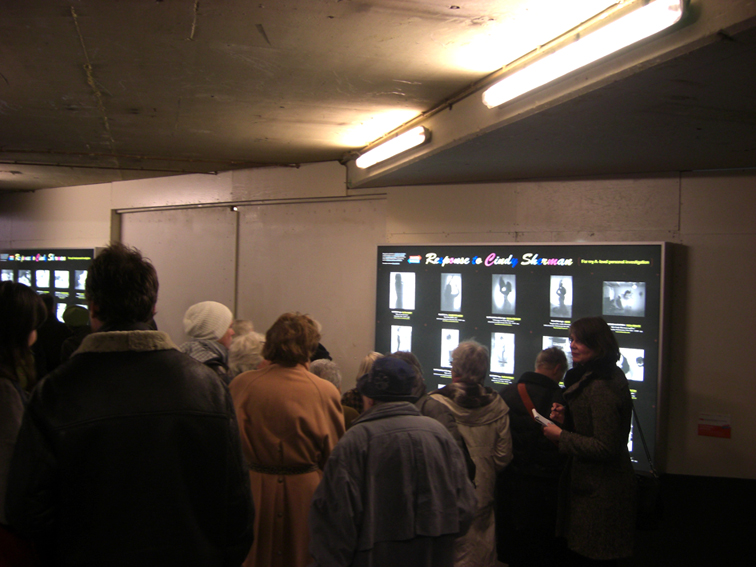
Vernisáž výstavy Cindy Shermanové, březen 2009, Amsterdam

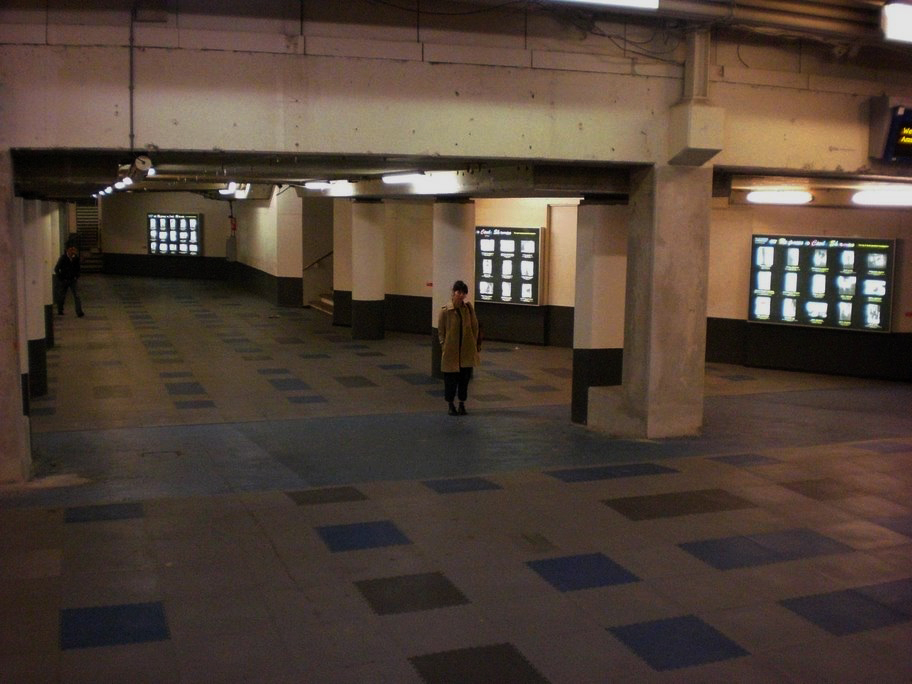
Cindy Shermanová, výstava Amsterdam

Cindy Shermanová (anglicky: Cindy Sherman, * 19. ledna 1954 Glen Ridge) je americká fotografka a filmová režisérka známá svými konceptuálními autoportréty. V současnosti žije a tvoří v New Yorku. Roku 1995 obdržela MacArthurovu cenu.

## Fotografická kariéra
Pracuje v sériích a cyklech, typicky fotografuje sama sebe v různých kostýmech. Zobrazuje vlastní tvář, ale většinou celé své tělo.
V reakci na fotografie Roberta Mapplethorpa a Andrese Serrana v roce 1989 Shermanová nafotografovala cyklus Sex.

## Ocenění a stipendia
- 1977 – National Endowment for the Arts
- 1983 – Guggenheimovo stipendium
- 1989 – Skowhegan Medal for Photography, Maine
- 1993 – Larry Aldrich Foundation Award, Connecticut
- 1995 – MacArthurova cena
- 1997 – Wolfgang-Hahn-Preis Köln
- 1999 – Goslarer Kaiserring
  - 1999 – Hasselblad Award
- 2001 – International Award in Photography, Hasselblad Foundation
- 2002 – National Arts Award
- 2012 – Cena Roswithy Haftmann

## Publikace
- 2007 – Cindy Sherman: A Play of Selves.Hatje Cantz. ISBN 978-3-7757-1942-1.
- 2006 – Cindy Sherman: Working Girl.Contemporary Art Museum, St. Louis. ISBN 978-0-9712195-8-8.
- 2004 – Cindy Sherman: Centerfolds. Skarstedt Fine Art. ISBN 0-9709090-2-0.
- 2003 – Cindy Sherman: The Complete Untitled Film Stills. Museum of Modern Art. ISBN 0-87070-507-5.
- 2002 – Elisabeth Bronfen, et.al. Cindy Sherman: Photographic Works 1975–1995 (Paperback). Schirmer/Mosel. ISBN 3-88814-809-X.
- 2001 – Early Work of Cindy Sherman. Glenn Horowitz Bookseller. ISBN 0-9654020-3-7.
- 2000 – Leslie Sills, et.al. In Real Life: Six Women Photographers. Holiday House. ISBN 0-8234-1498-1.
- 2000 – Amanda Cruz, et.al. Cindy Sherman: Retrospective (Paperback). Thames & Hudson, ISBN 0-500-27987-X.
- 1999 – The Essential: Cindy Sherman. Harry N. Abrams, Inc., ISBN 0-8109-5808-2.
- 1999 – Shelley Rice (ed.) Inverted Odysseys: Claude Cahun, Maya Deren, Cindy Sherman. MIT Press. ISBN 0-262-68106-4.

### Interview
- An Interview with Betsy Berne and pictures by Cindy Sherman, Tate Magazine

## Film a video
- Cindy Sherman [videorecording] : Transformations. by Paul Tschinkel; Marc H Miller; Sarah Berry; Stan Harrison; Cindy Sherman; Helen Winer; Peter Schjeldahl; Inner-Tube Video. 2002, 28 minutes, Color. NY: Inner-Tube Video.